# Tricentrogyna margarita
Tricentrogyna margarita là một loài bướm đêm trong họ Geometridae.